# Jaume Vidal (organista)
Jaume Vidal fou un prevere reusenc que exercí com organista de la basílica de Santa Maria de Castelló d'Empúries entre els anys 1645 i 1660.